# G-mätare

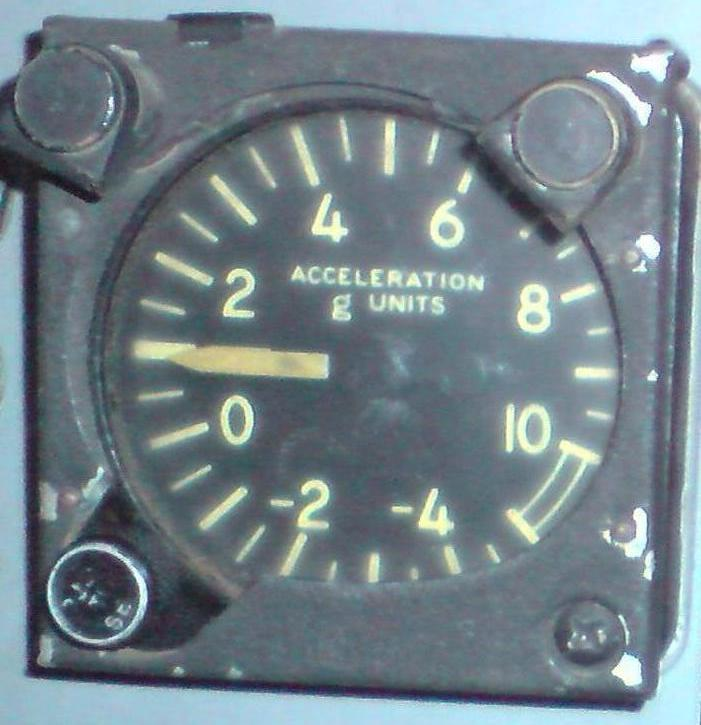
g-mätare för flygplan

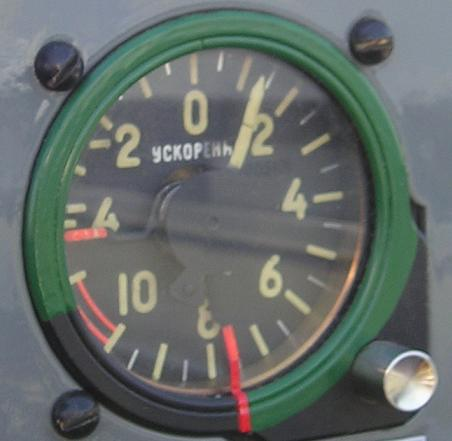
Rysk g-mätare.

En g-mätare är ett instrument i vissa civila och militära luftfartyg som visar lastfaktorn n_z , dvs. hur stor acceleration  som luftfartyget och de ombordvarande utsätts för i z-led (i huvudsak vinkelrätt mot vingens eller huvudrotorns yta eller mot pilotens säte). Instrumentet är baserat på en accelerometer. I viloläge på marken och under flygning rakt fram på konstant höjd i lugn luft visar g-mätaren på 1, dvs. belastningen är 1 g. Vid konstant sväng med 60° lutning visar mätaren 2 g och vid ryggflygning rakt fram visar den -1 g. Kortvarigt kan man känna på tyngdlöst tillstånd genom att flyga så att g-mätaren visar på 0 i en buntrörelse utgående från stigning.
Instrumentet är nödvändigt i alla flygplan som används för avancerad flygning för att piloten skall kunna kontrollera att flygplanets struktur inte överbelastas. Enligt gällande byggnadsbestämmelser skall flygplan som skall kunna godkännas för avancerad flygning vara dimensionerade för mellan +6 g och -3 g, men mera extrema flygplan för tävling i avancerad flygning (klassen Unlimited) kan vara dimensionerade och godkända för 10 g i både positiv och negativ riktning.
Instrumentet kan också sägas mäta accelerationen i z-led i relation till jordaccelerationen g vid marken, vilken är ca 9,81 m/s2. Denna acceleration, i vilken jordaccelerationens komponent i z-led ingår, är direkt proportionell mot lastfaktorn. Om man lägger själva instrumentet på sidan (till exempel på ett bord) visar det då följaktligen på 0, medan det visar på 1 rättvänt som det är monterat i flygplanet.
g-mätare för bilar, som används i tävlingssammanhang, finns också. Här är accelerationen i körriktningen (x-led), och lastfaktorn i sidled (y-led), mest intressanta.